# Ramón Aceña Durán
Ramón Aceña Durán (n. Antigua Guatemala; 16 de enero de 1895-f. 11 de junio de 1945) fue un farmacéutico, poeta, dramaturgo y periodista guatemalteco. Perteneció a la «Generación de 1920» y escribía bajo el seudónimo El Príncipe Feliz. Fue director en jefe del periódico Excélsior en México, y Secretario de la Universidad Nacional de Guatemala. Publicó diversos libros y obras.

## Biografía
Aceña Durán nació en Antigua Guatemala, Sacatepequez, el 16 de enero de 1895, en el hogar de Ramón Aceña Irungaray y Concepción Díaz Durán. Realizó sus estudios en el colegio San Buenaventura. En 1919 se graduó de farmacéutico en la Universidad Estrada Cabrera, con el trabajo de tesis «Alrededor de la Teoría de los Iones».
Pocos años después se incorporó en la Universidad Nacional Autónoma de México (UNAM). Contrajo matrimonio con la pintora María de las Mercedes Guirola, con quien procreó cuatro hijos.
Desempeñó los cargos siguientes:
- Editor en Jefe del diario mexicano Excélsior -de 1921 a 1924-
- Secretario de la Facultad de Ciencias Naturales de la Universidad Nacional[Nota 2]
- Secretario de la Universidad Nacional
- Director de la Revista de la Universidad, y
- Director del Hospital de Huehuetenango

Colaboró en el periódico El Imparcial, desde la fundación de este rotativo en 1922, así como en el Diario de Centro América, e incursionó en los campos de la narrativa, la poesía, el humanismo, el drama y el periodismo.

## Obras
- «Blasones: El ensueño del surtidor. Tres sonetos», 1917
- «Herejías», 1920
- «Tierras floridas; ensayo de novela», 1921
- «Tiruliro, y otras historias sin motivo», 1926
- «Parque galante», 1927
- «Itinerario: Tierras floridas, 1917-1937-1943», 1964 (póstuma)[3]

En 1922 publicó, en folletines del Diario de Centro América, tres novelas cortas: «La vida hecha», «El paso de Venus» y «Aquiles Garavito». En 1923 también publicó «Aurorita» -novela corta-, en la efímera «Revista Cisterna», y «Una antigua comedia», en octubre de ese año en la «Revista Universitaria». Su amigo y compañero de generación César Brañas publicó «Itinerario» de Ramón Aceña Durán -1946-, como prólogo de las obras completas de éste luego de su fallecimiento en 1945.

### Obras de Ramón Aceña Durán
- Aceña Durán, Ramón (1917). Blasones: El ensueño del surtidor. Tres sonetos. Guatemala: Talleres Gutenberg.
- ----- (1920). Herejías. Guatemala: Tipografía El Progreso.
- ----- (1921). Tierras floridas; ensayo de novela. Guatemala: Editorial El Sol.
- ----- (1926). Tiruliro, y otras historias sin motivo. Guatemala: Tipografía El Progreso.
- ----- (1927). Parque galante. Guatemala: Tipografía El Progreso.
- ----- (1964). Itinerario: Tierras floridas, 1917-1937-1943. Guatemala: Universitaria.